# Zack Snyder: Az Igazság Ligája
A Zack Snyder: Az Igazság Ligája (eredeti cím: Zack Snyder's Justice League) 2021-ben bemutatott amerikai szuperhős film, melynek rendezője Zack Snyder, a 2017-es Az Igazság Ligája rendezői változata. A forgatókönyvet Chris Terrio, Zack Snyder és Will Beall írta. A főbb szerepekben Ben Affleck, Henry Cavill, Amy Adams, Gal Gadot, Ray Fisher, Jason Momoa, Ezra Miller, Willem Dafoe, Jesse Eisenberg, Jeremy Irons, Diane Lane, Connie Nielsen és J. K. Simmons látható.
Amerikában az HBO Max, Magyarországon az HBO Go mutatta be 2021. március 18-án.
Az Igazság Ligája, vagyis Batman, Superman, Wonder Woman, Cyborg, Aquaman és Flash megpróbálják megmenteni a világot Darkseid katasztrofális tervétől és Steppenwolftól.

## Cselekmény
Sok-sok évvel ezelőtt Darkseid és Paradémon serege el akarta foglalni a Földet a három Anyadoboz együttes erejével. Ezt azonban megakadályozta az Olimposzi istenek, az amazonok, az atlantisziak, az emberiség és egy Zöld Lámpás szövetsége. Miután visszaverték Darkseid seregét, az Anyadobozokat elválasztották egymástól és különböző helyeken rejtették el.
A jelenben Superman halálát követően az Anyadobozok újraaktiválódnak és a Földhöz irányítja Steppenwolf-ot, Darkseid egyik szolgáját. Steppenwolf arra készül, hogy visszanyeri a hűségét a gazdája iránt úgy, hogy a dobozokkal együtt létrehozza az "Egységet".
Steppenwolf megszerzi az egyik Anyadobozt Themyscira szigetéről. Ezt követően Hippolyta királynő figyelmezteti lányát, Dianát. Diana felkeresi Bruce Wayne-t, aki metahumánok után kutat, mint például Arthur Curry, hogy létrehozzon egy csapatot, de Arthur elutasította. Bruce ezután Barry Allen után ered, amíg Diana felkeresi Victor Stone-t. Amellett, hogy először elutasítja az ajánlatot, Victor később beáll a csapatba, miután apját, Silas-t és néhány dolgozót a S.T.A.R. Labs-ből Steppenwolf elrabolt, aki az emberiség által védett Anyadobozt keresi.
Steppenwolf megtámad egy atlantiszi előőrsöt és megkaparintja a következő dobozt, emiatt Arthur akcióba lép. A csapat James Gordon felügyelőtől megtudja, hogy Steppenwolf és serege egy gotham-i kikötő alatti elhagyatott létesítményben tartózkodnak. A csapatnak sikerül megmenteni a túszokat, de a létesítmény a harc során elárad, de Arthur feltartja az árvizet, amíg a többiek megszöknek. Victor elhozza az utolsó Anyadobozt, amit elrejtett, a csapathoz analizálásra. Felfedi, hogy az apja arra használta a dobozt, hogy újjáépítse a testét egy autóbaleset után, amibe az anyja belehalt és majdnem maga Victor is. Hőseink elhatározzák, hogy az Anyadobozzal feltámasztják Superman-t, hogy segítsen nekik visszaverni Steppenwolf invázióját.
Cyborg és Flash exhumálják Superman holttestét, majd belehelyezik egy kriptoni felderítő hajó genezis kamrájának magzatvizébe, ami a S.T.A.R. Labs-nél van, az Anyadobozzal együtt, amit Barry aktivál, ezzel sikeresen feltámasztva Superman-t. Azonban Superman emlékei még nem tértek vissza és rátámad a csapatra, miután Victor véletlenül rálő. Lois Lane is megérkezik és miután Superman megnyugszik, együtt elmennek Smallville-be, ahol Clark újraegyesül anyjával, Marthával. Steppenwolf megtámadja a labort, hogy megszerezze az utolsó Anyadobozt, ahol Silas az életét veszti. A hősök, Superman nélkül, elmennek oda, ahol Steppenwolf egyesíteni akarja a dobozokat. A csapat átverekedi magát a Paradémonokon, hogy eljussanak Steppenwolf-hoz, de nem tudják addig feltartóztatni őt, míg Victor szét nem tudja választani a dobozokat. Superman is megérkezik és felülkerekedik Steppenwolf-on, de a dobozok létrehozzák az Egységet és egy robbanást idéznek elő. Barry visszamegy az időben, hogy Superman és Victor még időben szét tudják választani az Anyadobozokat. Arthur leszúrja Steppenwolf-ot és Diana lefejezi, majd átdobják a holttestét egy portálon keresztül Darkseid bolygójára, Apokolips-re. Darkseid biztosítja szolgájának, DeSaad-nak, hogy vissza fog térni a Földre, hogy megtalálja az Életellenes Egyenletet.
A csata után Bruce, Diana és Alfred Pennyworth megegyeznek abban, hogy létrehozzanak egy bázist az egykori Wayne-birtokból a csapatnak és a többi leendő tagoknak. Miközben összeáll a csapat, Diana folytatja a hősnői életet. Barry munkát kap Central City rendőrségénél, ezzel elragadtatva apját, Henry-t. Victor-t inspirálja az apja üzenete, amiben arra kéri, hogy jóra használja az erejét. Arthur búcsút int Merának és mentorának, Vulkónak, hogy megkeresse apját. Superman pedig folytatja az életét Clark Kentként és mint a Föld védelmezője. Bruce közbe visszaszerzi a Kent birtokot a banktól.
Lex Luthor, aki megszökött az Arkham Elmegyógyintézetből, megbízza Slade Wilson-t azzal, hogy ölje meg Batmant, illetve segítségképp Luthor elárulja Batman titkos személyazonosságát. Másnap Bruce álmodik egy poszt-apokaliptikus világról, ahol őt, Victor-t, Barry-t, Merát, Wilson-t és Joker-t megtalálja egy gonosz Superman. Bruce mikor felébred, meglátogatja őt a Marsbéli Vadász, aki korábban Marthának álcázva meglátogatta Lois-t. Megköszöni Bruce-nak, hogy egyesítette a Föld új védelmezőit és azt is elárulja neki, hogy fel kell készülniük Darkseid újabb terveire.

## Szereplők
| Szereplő | Színész               | Magyar hang           | Leírás |
| --- | --------------------- | --------------------- | --- |
| Bruce Wayne / Batman | Ben Affleck           | Széles Tamás          | Egy metahumánokból álló csapat vezetője, milliárdos, a Wayne Enterprises igazgatója, aki Gotham Cityt védelmezi a bünözőktől. |
| Kal-El / Clark Kent / Superman | Henry Cavill          | Welker Gábor          | Egy emberfeletti képességekkel rendelkező túlélő a Kripton bolygóról, aki civilben a Daily Planet újságírója. A Doomsdayjel való küzdelem során meghalt, ám a Liga feltámassza az egyik Anyadoboz segítségével. Végül segít a Ligának Steppenwolf inváziójában a végső csata során.       |
| Lois Lane | Amy Adams             | Ruttkay Laura         | Superman barátnője, aki kilépett a Daily Planetből. |
| Diana Prince / Wonder Woman | Gal Gadot             | Horváth Lili          | Bruce Wayne ismerőse, egy 5000 éves, emberfeletti képességekkel rendelkező amazon hercegnő, Hippolüté lánya. |
| Victor Stone/Cyborg | Ray Fisher            | Gacsal Ádám           | Egy korábbi főiskolai sportoló, aki egy autóbalesetben majdnem az életét veszti, ám az apja az egyik Anyadoboz segítségével kiborggá alakítja. |
| Arthur Curry / Aquaman | Jason Momoa           | Varga Rókus           | Félig-atlantiszi, Atlantisz emberfeletti képességekkel bíró trónörököse. |
| Barry Allen / Flash | Ezra Miller           | Jéger Zsombor         | Central City törvényszéki nyomozója, aki emberfeletti képességekkel rendelkezik. |
| Nuidis Vulko | Willem Dafoe          | Sörös Sándor          | Arthur tanítója, Mera szövetségese és Atlantisz tanácsadója. |
| Lex Luthor | Jesse Eisenberg       | Hamvas Dániel         | Gonosztevő, aki megszökött az Arkham Elmegyógyintézetből. |
| Alfred Pennyworth | Jeremy Irons          | Hirtling István       | Batman inasa és segítője, a Liga szövetségese. |
| Martha Kent | Diane Lane            | Kovács Nóra           | Clark nevelőanyja. |
| Hippolyta | Connie Nielsen        | Tóth Enikő            | Az Amazonok királynője, Diana anyja. |
| James Gordon | J. K. Simmons         | Barbinek Péter        | Gotham City rendőrfőkapitánya, Batman szövetségese. |
| Steppenwolf | Ciarán Hinds          | Rosta Sándor          | Darkseid hűséges szolgája, aki megpróbálja egyesíteni az Anyadobozok erejét, hogy így létrejöjjön az Egység. |
| Ryan Choi | Zheng Kai             | Rada Bálint           | A S.T.A.R. Labs egyik tudósa, Silas Stone egyik segítője. |
| Mera | Amber Heard           | Bogdányi Titanilla    | Arthur és Vulko szövetségese, aki Atlantisz királynőjének, Atlannának örökbefogadott lánya. |
| Silas Stone | Joe Morton            | Jakab Csaba           | Victor apja, a S.T.A.R. Labs egyik tudósa, aki feláldozza magát a Ligáért az egyik Anyadoboz legyengítésével. |
| Menalippé | Lisa Loven Kongsli    | Trokán Nóra           | Hippolüté segítője. |
| Iris West | Kiersey Clemons       | Terdik Sára           | Barry Allen szerelme. |
| Uxas / Darkseid | Ray Porter            | Bognár Tamás          | A világok elpusztítója, Steppenwolf mestere, aki korábban megpróbálta a Földön az Egységet létrehozni, ám az emberek, az ölümposzi istenek, az Amazonok, az atlantisziak és a Zöld Lámpás Szövetsége megakadályozta, most az a célja, hogy megszerezze magának az Életellenes Egyenletet. |
| DeSaad | Peter Guinness        | Háda János            | Darkseid jobbkeze. |
| J'onn J'onzz / Calvin Swanwick / Marsbéli Vadász | Harry Lennix          | Szatmári Attila       | Egy marsbéli leszármazott, aki a Földön Calvin Swanwickként álcázza magát. |
| Joker | Jared Leto            | Gáspár András         | Gonosztevő, Batman ősellensége. |
| Jor-El | Russell Crowe         | Kőszegi Ákos          | Clark biológiai apja, aki Kripton bolygón meghalt, ám a Földön tartózkodó kriptoni kódex segítségével még halála után is tud beszélni fiával. |
| Henry Allen | Billy Crudup          | Miller Zoltán         | Barry apja, akit megvádolták a felesége meggyilkolásáért. |
| Jonathan Kent | Kevin Costner         | Kovács István         | Clark nevelőapja, aki életét vesztette egy tornádóban. |
| Slade Wilson / Deathstroke | Joe Manganiello       | Szabó Győző           | Lex Luthor szövetségese, aki személyes ügyben dolgozik. |
| Antiopé | Robin Wright          | Ullmann Zsuzsa        | Hippolüté jó barátja, Diana egykori mentora. |
| Euboea | Samantha Jo           | Sallai Nóra           | Hippolüté egyik segítője. |
| Kryptoni űrhajó | Carla Gugino          | Kis-Kovács Luca       | (hang) |
| Philipposz | Ann Ogbomo            | Balogh Anna           | Az ölümposzi istenek egyike. |
| Polgármester | Ingvar Sigurdsson     | Beratin Gábor         | |
| Feketeruhás Alfa | Michael Mcelhatton    | Mihályfi Balázs       | |
| Feketeruhás Béta | John Dagleish         | Gubányi György István | |
| Venélia | Doutzen Kroes         | Laurinyecz Réka       | Hippolüté egyik segítője. |
| Eponé | Eleanor Matsuura      | Laurinyecz Réka       | Hippolüté egyik segítője. |
| Howard | Anthony Wise          | Katona Zoltán         | |
| Megkínzott atlantiszi katona | Wil Coban             | György Rózsa Sándor   | |
| Dékán | Stewart Alexander     | Tarján Péter          | |
| Elinor Stone | Karen Bryson          | Kocsis Mariann        | Victor halott anyja, aki életét vesztette az autóbalesetben. |
| Crispus Allen | Kobna Holdbrook-Smith | Kisfalusi Lehel       | Gotham City egyik nyomozója. |
| További magyar hangok |                       |                       | |
| Bergendi Áron, Bor László, Bordás János, Csuha Lajos, Csúz Lívia, Dunai Tamás, Fehérváry Márton, Fekete Anna Luca, Haagen Imre, Kereki Anna, Kiss László, Koncz István, Marjai Virág, Miklós Eponin, Nádorfi Krisztina, Németh Attila István, Nguyen Bich Houng Anna, Petridisz Hrisztosz, Rimár Szonja, Szabó Andor |                       |                       | |

2020 októberében Affleck, Miller, Fisher, Manganiello, Heard, Lennix és Leto részt vettek egy új forgatáson. A többi jelenet az eredeti filmből van.